# Comuna Șcheia, Iași
Șcheia este o comună în județul Iași, Moldova, România, formată din satele Căuești, Cioca-Boca, Poiana Șcheii, Satu Nou și Șcheia (reședința).
Șcheia se numără printre puținele localități ale județului Iași care dețin o tradiție notabilă în arta sculpturii în piatră.

## Așezare
Comuna se află în sudul județului, la limita cu județul Vaslui, pe interfluviul între râurile Stavnic și Rebricea. Este străbătută de șoseaua județeană DJ246, care duce spre vest la Drăgușeni, Ipatele și Țibănești și spre est la Scânteia și mai departe în județul Vaslui la Tăcuta și Codăești. De asemenea, prin vestul comunei trece și șoseaua județeană DJ248B, care o leagă spre sud de Ipatele și Drăgușeni și spre nord de Mogoșești și Voinești.

## Demografie
Componența etnică a comunei Șcheia
     Români (89,82%)
     Alte etnii (0%)
     Necunoscută (10,18%)
Componența confesională a comunei Șcheia
     Ortodocși (74,95%)
     Creștini după evanghelie (12,89%)
     Alte religii (1,66%)
     Necunoscută (10,49%)
Conform recensământului efectuat în 2021, populația comunei Șcheia se ridică la 2.583 de locuitori, în scădere față de recensământul anterior din 2011, când fuseseră înregistrați 3.067 de locuitori. Majoritatea locuitorilor sunt români (89,82%), iar pentru 10,18% nu se cunoaște apartenența etnică. Din punct de vedere confesional, majoritatea locuitorilor sunt ortodocși (74,95%), cu o minoritate de creștini după evanghelie (12,89%), iar pentru 10,49% nu se cunoaște apartenența confesională.

## Politică și administrație
Comuna Șcheia este administrată de un primar și un consiliu local compus din 13 consilieri. Primarul, Dănuț Ababei[*], de la Partidul Social Democrat, este în funcție din 2016. Începând cu alegerile locale din 2024, consiliul local are următoarea componență pe partide politice:
|  | Partid                          | Consilieri | Componența Consiliului | Componența Consiliului | Componența Consiliului | Componența Consiliului | Componența Consiliului | Componența Consiliului | Componența Consiliului |
|  | ------------------------------- | ---------- | ---------------------- | ---------------------- | ---------------------- | ---------------------- | ---------------------- | ---------------------- | ---------------------- |
|  | Partidul Social Democrat        | 7          |                        |                        |                        |                        |                        |                        |                        |
|  | Partidul Național Liberal       | 4          |                        |                        |                        |                        |                        |                        |                        |
|  | Uniunea Salvați România         | 1          |                        |                        |                        |                        |                        |                        |                        |
|  | Alianța pentru Unirea Românilor | 1          |                        |                        |                        |                        |                        |                        |                        |

## Istorie
La sfârșitul secolului al XIX-lea, comuna făcea parte din plasa Fundurile a județului Vaslui și era formată din satele Scheia-Căpotești, Scheia-Pojorăști, Căuești și Găunoasa, având în total 1418 locuitori. În comună existau două biserici, o școală și numeroase cariere de piatră. Anuarul Socec din 1925 o consemnează în plasa Negrești a aceluiași județ, având în compunere satele Căuești, Găunoasa, Satu Nou și Șcheia plus cătunul Ciuroaia, populația fiind de 1900 de locuitori. În 1931, comuna era alcătuită din satele Căuești, Găunoasa, Șcheia și Ciuroaia.
În 1950, comuna a fost transferată la raionul Negrești din regiunea Iași. Satul Găunoasa a primit în 1964 denumirea de Poiana Șcheii. În 1968, ea a trecut la județul Iași, primind și satele Cioca-Boca (de la comuna Ipatele), Drăgușeni și Frenciugi (de la comuna Drăgușeni, desființată). Satele Drăgușeni și Frenciugi s-au separat din nou în 2004, de atunci comuna Șcheia având alcătuirea actuală.

## Monumente istorice

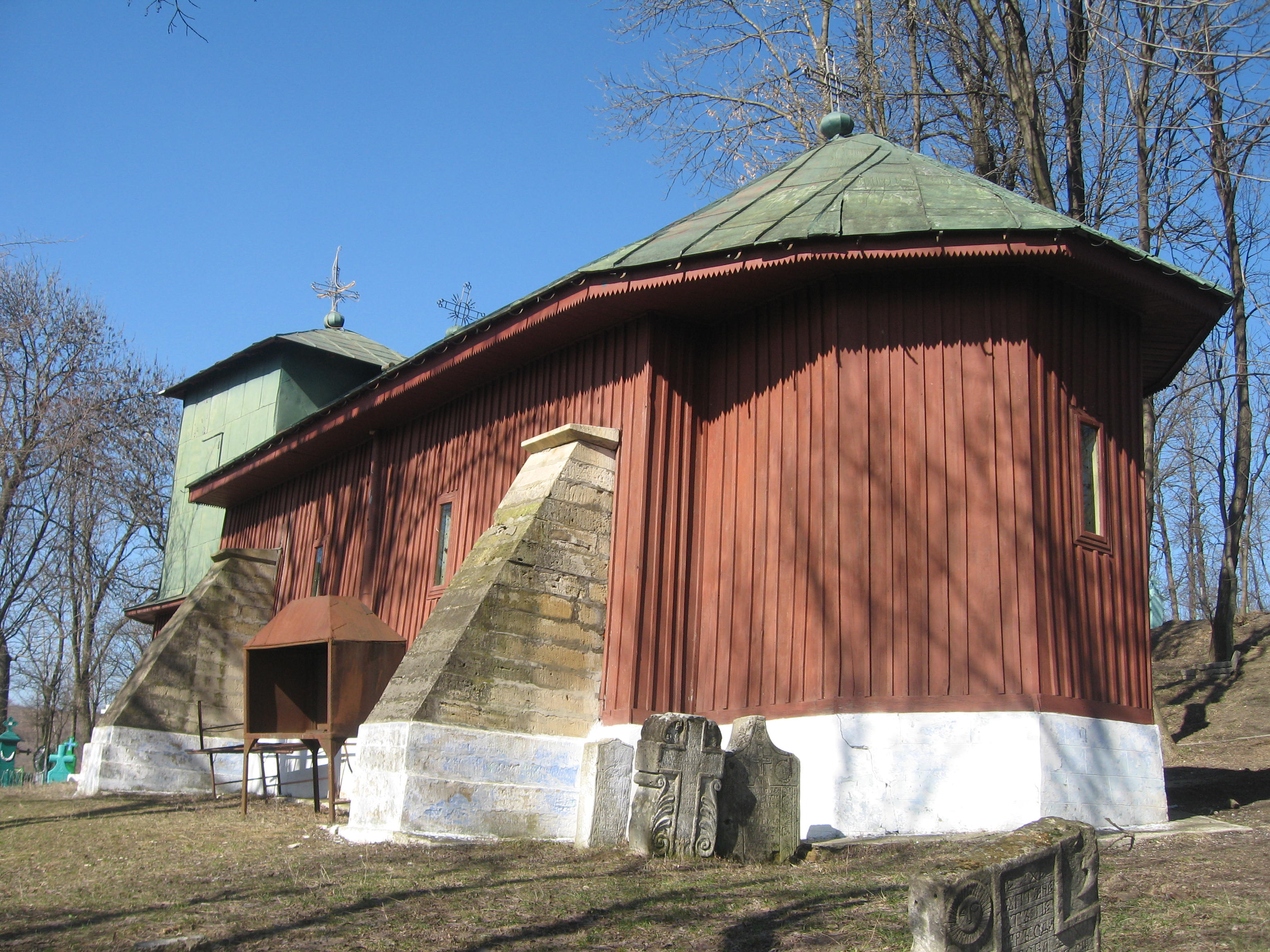
Biserica de lemn „Sfântul Gheorghe” din Șcheia, monument istoric

Cinci obiective din comuna Șcheia sunt incluse în lista monumentelor istorice din județul Iași ca monumente de interes local. Patru dintre ele sunt situri arheologice: situl de la „Humărie” (nord-est de Șcheia) cu așezări din secolele al III-lea–al II-lea î.e.n. (perioada Latène), secolele al II-lea–al III-lea e.n. (epoca romană) și din secolele al VIII-lea–al X-lea (Evul Mediu Timpuriu); situl de la „Promoroace-Gârla lui Chifor” (la 200 m vest-sud-vest de Satu Nou), cu așezări din secolele al II-lea–al III-lea e.n. (epoca romană) și din secolele al XI-lea–al XII-lea; situl de la „Promoroace-Nord” (la marginea de nord-vest a aceluiași sat), ce conține așezări din eneolitic (cultura Cucuteni — una faza A, alta faza AB), secolele al II-lea–al III-lea e.n., secolele al VIII-lea–al X-lea și al XVI-lea–al XVII-lea; ultimul sit, tot în zona localității Satu Nou, la „Șesul lui Ștefan”, în partea de sud-est, cuprinde urme de așezări din eneoliticul final (cultura mormintelor cu ocru), Epoca Bronzului târziu (cultura Noua), secolele al II-lea–al III-lea e.n. (epoca romană), secolul al IV-lea e.n. (epoca daco-romană), secolele al V-lea–al VI-lea (epoca migrațiilor) și din secolele al XVI-lea–al XVII-lea.
Celălalt obiectiv, clasificat ca monument de arhitectură, este Biserica de lemn „Sfântul Gheorghe” (secolul al XVII-lea) din satul Șcheia.

## Personalități născute aici
- Nicolae Panaite (n. 1954, sat Cioca-Boca), poet, publicist și editor, membru al Uniunii Scriitorilor din România.
- Constantin Bahrin (n. 16 septembrie 1956, sat Șcheia), interpret de folclor din Moldova.
- Mariana Căueșteanu Răciulă (n. sat Căuești), interpretă de muzică populară